# ポーリン・クッシュマン
ポーリン・クッシュマン（Pauline Cushman, 1833年6月10日 - 1893年12月2日）、生誕名ハリエット・ウッド（Harriet Wood）は、アメリカ合衆国の女優。南北戦争中、北軍（ユニオン軍）の諜報員として活動した。彼女は南北戦争中の最も成功した諜報員の1人と考えられている。

## 初期の経歴
後に芸名ポーリン・クッシュマンを名乗るハリエット・ウッドは、1833年のニューオーリンズにて、スペイン人船乗りだった父とフランス人女性の母（ナポレオン・ボナパルトの元で戦った兵士の娘だった）の娘として生を受けた。ハリエットは兄ウィリアムとともに、ミシガン州グランドラピッズで育った。両親はインディアンとの交易所を始めるためにミシガンへと移っていた。1862年、北軍支配下のケンタッキー州ルイビルにて、舞台女優としてのデビューを果たす。ニューヨークに移った後、ポーリン・クッシュマンの芸名を名乗るようになった。彼女は生涯を通じ、ジェレ・フライヤー（Jere Fryer）、チャールズ・C・ディッキンソン（Charles C. Dickinson）、アウグスト・フィヒトナー（August Fichtner）の3人と結婚した。子供は3人あり、チャールズ（Charles）、アイダ（Ida）の2人と、養子のエマ（Emma）だった。

## スパイとして

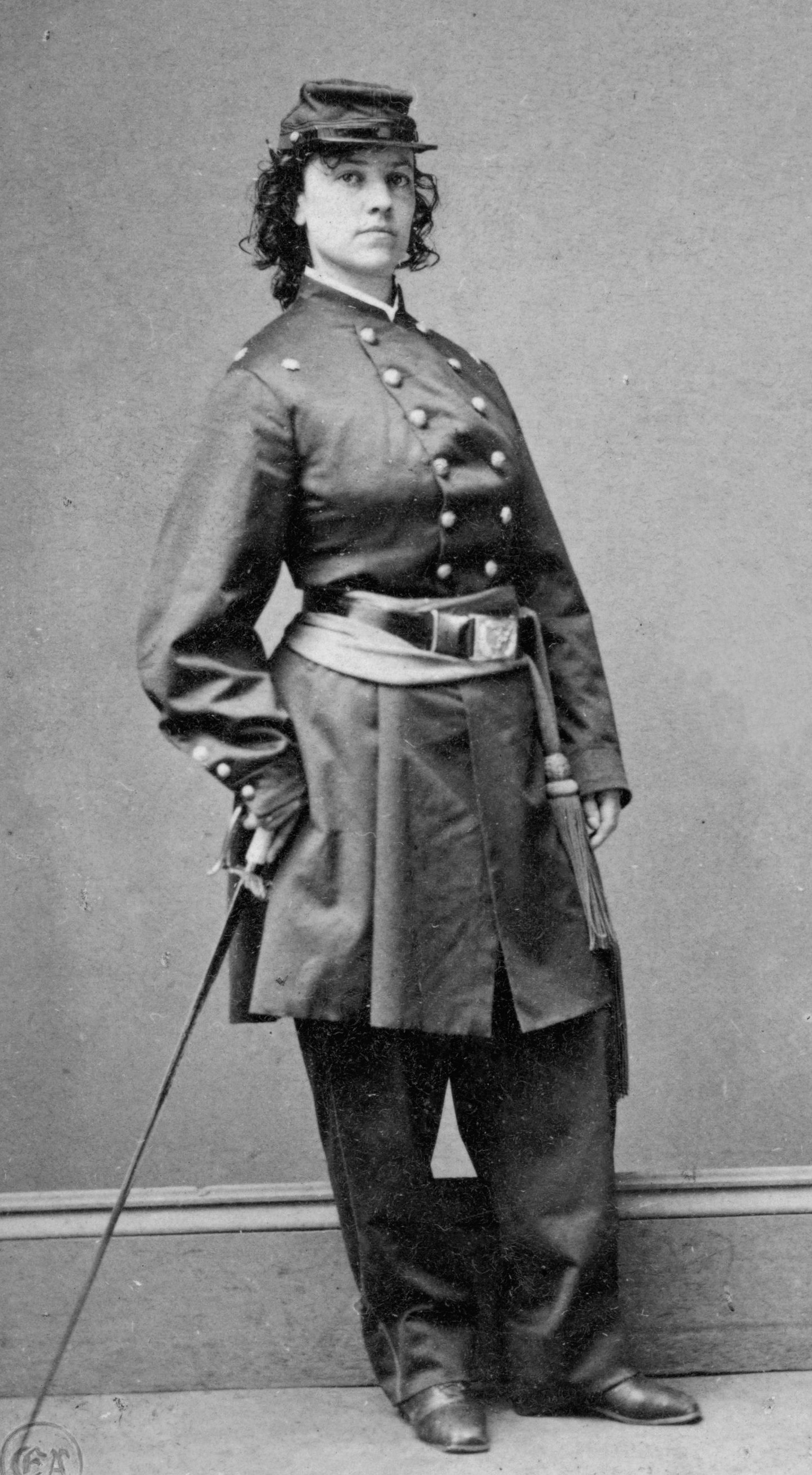
軍服姿のクッシュマン"少佐"（1865年）

北部での出演を終えた後、クッシュマンは2人の親南派地元民に雇われ、アメリカ連合国（南部連合）の大統領ジェファーソン・デイヴィスを歓迎する酒宴に参加することになった。劇場は彼女に退職を迫ったが、彼女には別の考えがあった。すなわち、南部要人らの酒宴に参加することによって、北軍のための情報を収集するスパイとしての役割を果たそうとしたのである。
クッシュマンは南軍の指揮官らとの交流から得られた戦闘計画などの情報を靴の中に隠して持ち出していたが、1864年には2度逮捕された後、ブラクストン・ブラッグ将軍のもとへと引き渡され、軍事法廷において絞首刑が宣告された。当時、彼女は体調を崩していたのだが、さらに病状が悪化したかのように装い、これによって処刑は延期され、その間に北軍がその地域へと侵攻したことで、絞首刑に処されることなく解放されたのだった。また、彼女は2度負傷している。
いくつかの報告によると、その後に彼女は軍服を着用して男性に扮し、再びスパイとして南部に潜入したと言われている。彼女はジェームズ・ガーフィールド将軍から名誉進級少佐（brevet major）の階級を贈られたほか、エイブラハム・リンカーン大統領からも「連邦の大義」への貢献に対して名誉少佐（honorary major）の階級を贈られた。以後、彼女はミス・ポーリン・クッシュマン少佐（Miss Major Pauline Cushman）の通称で知られるようになる。1865年の終戦の後、彼女は全米を巡って自らのスパイとしての活動に関する講演を行った。

## 戦後

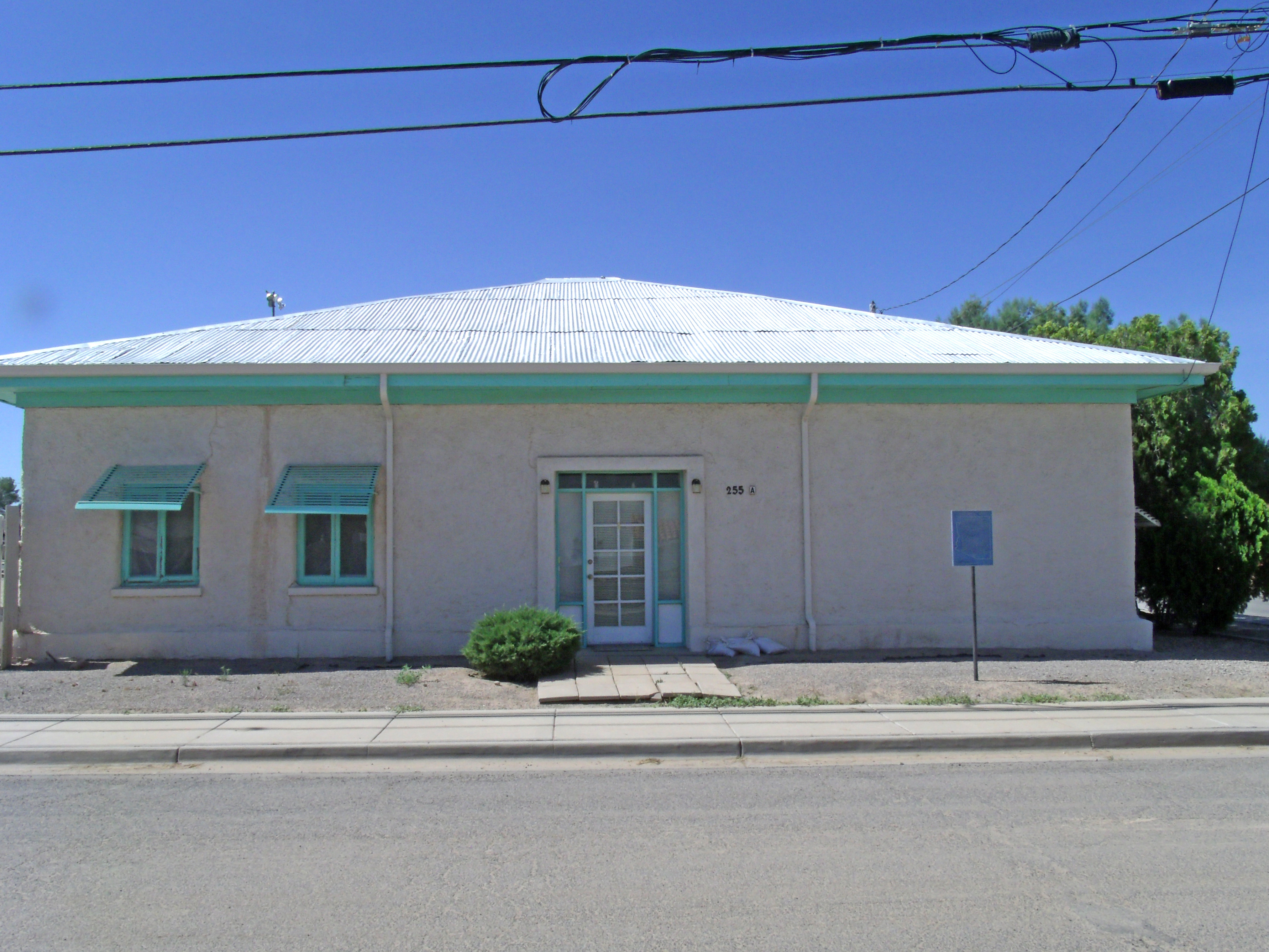
アリゾナ州フローレンスのラグルス通り255番地にあるウォーカー・オウリー・ハウス。ポーリン・クッシュマンとジェレ・フライヤーが暮らした

彼女が合衆国政府のために行った秘密活動の仔細は機密情報とされ、未だに不確かな部分も多い。しかし、戦後はスパイとしての経験に関する講演を全米で行っており、一時期はこれに興行師P・T・バーナムも関与していたという。1865年、友人だったフェルディナンド・サルミエント（Ferdinand Sarmiento）が、いささか内容を誇張した伝記『The Life of Pauline Cushman: The celebrated Union Spy and Scout』を発表し、この中でクッシュマンの若年期や、関連した記録やメモに基づくスパイとしての活動についてが述べられた。
1868年、子供が病気で死去。1872年、サンフランシスコに移って再婚したものの、同年中に死別している。伝えられるところによれば、彼女は1879年にジェレ・フライヤーと出会い、アリゾナ準州カサグランデに移り、そこで宿屋と貸し馬屋を経営したとされる。ジェレ・フライヤーは後にピナル郡で保安官（sheriff）を務めた。養女エマは1888年4月17日に6歳で病死した。1890年、クッシュマンとフライヤーは離婚した。
1892年までに、彼女はテキサス州エルパソに移り、貧しい生活を強いられていた。1893年6月からは従軍経験があった最初の夫の軍人恩給の申請を行い、1ヶ月あたり12ドルを受給するようになった。晩年はサンフランシスコに移ってお針子や家政婦として暮らした。リウマチや関節炎の影響から障害に苦しむようになり、やがて鎮痛剤中毒を発症した。1893年12月2日夜、モルヒネの過剰摂取の後に自殺。翌朝、家主の女性によって遺体が発見された。

## その後

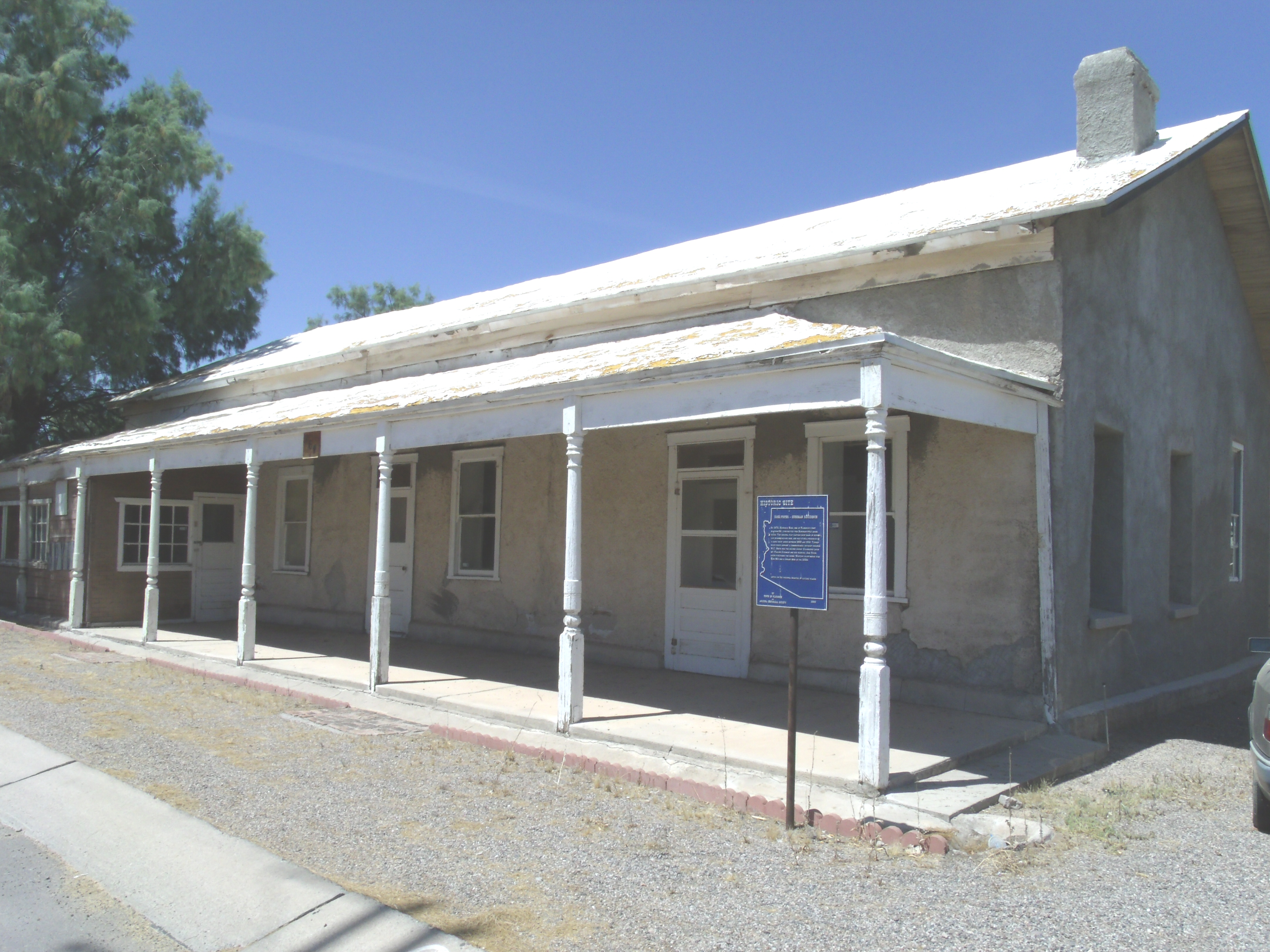
アリゾナ州フローレンスのノース・グラナイト通り364番地の家。クッシュマンとフライヤーがかつて暮らした

彼女は60歳で、ポーリン・フライヤーとして死去した。葬儀は南北戦争従軍軍人会（GAR）会員らによって手配され、戦時中の合衆国に対する貢献が讃えられた。葬儀は完全な軍隊葬として執り行われた。現在、彼女の遺体はサンフランシスコ国立墓地の将校区画に埋葬されている。墓碑に残された言葉では、彼女の果たした北軍の勝利への貢献について触れられ、「ポーリン・C・フライヤー、北軍のスパイ（Pauline C. Fryer, Union Spy）」と刻まれている。
1964年、西部劇テレビドラマ『Death Valley Days』のエピソード『The Wooing of Perilous Pauline』において、パウラ・レイモンドがポーリン・クッシュマンを演じた。このエピソードの舞台はカサグランデで、クッシュマンは酒場の陽気な女主人として登場し、ジェレ・フライヤー（レイ・ダントン）が彼女を一週間以内に口説き落とせるのか友人たちと賭けをする場面が描かれる。そして2人は結婚し、フライヤーは後に保安官になるものの、1890年に離婚する。
西部劇テレビドラマ『ローハイド』でも、ポーリン・クッシュマンが登場するエピソードがある。

### 文献
- Christen, William (2006). Pauline Cushman: Spy of the Cumberland. Edinborough Press. ISBN 978-1-889020-11-2. OCLC 60454827

- Sarmiento, Ferdinand L. (1865). Life of Pauline Cushman, the Celebrated Union Spy and Scout: Comprising Her Early History, Her Entry into the Secret Service of the Army of the Cumberland, and Exciting Adventures with the Rebel Chieftains and Others While Within the Enemy's Lines ... the Whole Carefully Prepared from Her Notes and Memoranda. John E. Potter. OCLC 50384124

### 記事
- Herringshaw, Thomas William. 1909. "Cushman, Pauline". Herringshaw's National Library of American Biography: Contains Thirty-Five Thousand Biographies of the Acknowledged Leaders of Life and Thought of the United States; Illustrated with Three Thousand Vignette Portraits.